# كرين (كيسكان)
كرین (بالفارسية: کرین) هي قرية تقع في إيران في قسم كيسكان الريفي. يقدر عدد سكانها بـ 735 نسمة بحسب إحصاء 2016.